# Leptogaster crockeri
Leptogaster crockeri là một loài ruồi trong họ Asilidae. Leptogaster crockeri được Curran miêu tả năm 1936. Loài này phân bố ở miền Australasia.